# Carl Marius
Das Unternehmen Carl Marius war ein bedeutender Sattler- und Kutschenbaubetrieb zur Zeit der österreichisch-ungarischen Monarchie und ein k.u.k. Hoflieferant.

## Geschichte

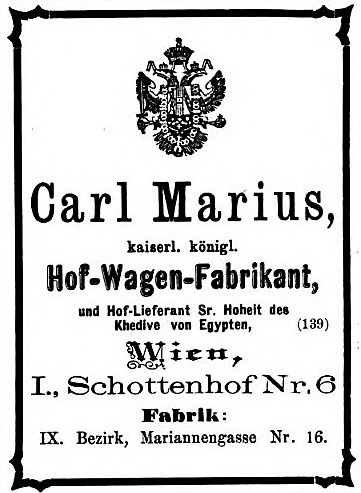
Annonce des Carl Marius, in: Sportblatt 6. Jänner 1877

Carl Marius (1819–1884) stammte aus Württemberg und kam als Geselle nach Wien zum bürgerlichen Sattlermeister Jacob Hartinger. Marius übernahm 1851 den Betrieb Hartingers und heiratete dessen Witwe. 1856 wurde er amtlich als Wiener Bürger registriert. Marius wurde mit der Produktion von Kutschengefährten erfolgreich, belieferte bald auch den kaiserlichen Hof mit Wagen und wurde 1868 zum k.u.k. Hoflieferant ernannt. Sein erster nachweisbarer Auftrag war die Herstellung eines neuen Wagens anlässlich der Hochzeit von Kaiser Franz Joseph I. und Kaiserin Elisabeth im Jahr 1854. Von 1865 bis 1867 lieferte Marius mindestens vier Staatswagen an den Hof, darunter die Gala-Berline von Kaiser Franz Joseph.
Sein Sohn Carl Marius jun. (1852–1907) arbeitete seit 1869 im Betrieb mit. 1882 übernahm er das Unternehmen von seinem Vater. Als dieser zwei Jahre später 1884 starb, suchte Marius jun. um die Verleihung des Hoflieferantentitels an und erhielt ihn auch. Die letzte belegbare Bestellung des Hofes bei der Firma Marius war ein Suite-Landauer, der 1914 geliefert wurde. Neben Jakob Lohner & Comp. und Sebastian Armbruster war das Unternehmen Marius während der Regierungszeit Kaiser Franz Josephs I. die vom Wiener Hof am häufigsten beauftragte Wagenfabrik.
Die Wagenburg besitzt heute noch insgesamt 21 Fahrzeuge aus dem Unternehmen Marius. Neben dem viersitzigen, siebenfenstrigen Gala-Staatswagen von Kaiser Franz Joseph I. (1865) zählen dazu die Leib-Landaulette der Kaiserin Elisabeth von 1885 und das Leib-Coupé von 1887. Die beiden letztgenannten wurden von Marius jun. gebaut.

## Gala-Berline von Kaiser Franz Joseph I.
Der hochrangige Gala-Staatswagen (Berline) von Kaiser Franz Joseph wurde von Mitgliedern des Kaiserhauses ausschließlich bei offiziellen Anlässen benützt. Wie alle Gala-Berlinen ist auch diese reich ausgestattet. Der Wagen besitzt eine doppelte Federung, eine Dachgalerie, vier Laternen, sieben Fenster und ist von geschnitztem, vergoldetem Zierrat bedeckt, das den hohen zeremoniellen Rang des Wagens betont. Der Staatswagen (Inventarnummer W 17) wurde das letzte Mal bei der Krönung von Kaiser Karl I. zum ungarischen König in Budapest am 30. Dezember 1916 verwendet. Die Gala-Berline des Kaisers weist starke Ähnlichkeiten mit der Berline der Kaiserin auf, die 1857 von Cesare Sala in Mailand gebaut wurde (Inventarnummer W 26).